# Raffaello Maffei
Pour les articles homonymes, voir Maffei.
Pour le peintre italien du XVIIe siècle, voir Volterrano.
Raffaello Maffei ou Raffaele Maffei, dit Volaterranus, Volterrano ou encore Raphaël de Volterra (17 février 1451 -  25 janvier 1522) est un humaniste, historien, encyclopédiste et théologien italien.

## Biographie
Raffaello Maffei naquit vers le 17 février 1451 à Volterra, dans la Toscane, d’une famille patricienne. Il vint à Rome en 1466 avec sa famille quand son père fut nommé secrétaire de Pie II, poste qu'il conserva sous Paul II et Sixte IV. En 1477, il accompagna en Hongrie le cardinal Louis d'Aragon en mission auprès de Matthias Corvin. Ayant été dissuadé de devenir franciscain par Gaspare da Firenze, il se maria et revint s'établir à Volterra. Il passa le reste de sa vie dans l'étude et la pratique de la piété. Il fonda le couvent de Clarisse de Volterra et mourut en odeur de sainteté, le 25 janvier 1522, à l’âge de 70 ans. Mario Maffei, son frère, eveque de Cavaillon, lui fit élever un tombeau de marbre avec une inscription honorable.

## Œuvres
Les Œuvres de Volterrano ont été et publiées à Rome en 1506, in-fol. De tous ses ouvrages le plus connu est intitulé Commentarii rerum urbarum libri XXXVIII, une encyclopédie divisée en trente-huit livres. Elle a contribué à intégrer à la recherche encyclopédique des domaines autrefois considérés comme secondaires par l'Église, tels la géographie et les biographies. Publié pour la première fois à Rome en 1506, ce gros in-folio de 844 pages a été réimprimé à Paris en 1526 et est disponible sur Google Livres. Les douze premiers livres traitent de la géographie, et des découvertes des Portugais et des Espagnols dans les Indes ; les onze suivants contiennent des notices abrégées sur les hommes les plus illustres, anciens et modernes ; et les derniers traitent de toutes les sciences de l'époque, notamment de philologie. Cette encyclopédie a eu énormément de succès et a été fréquemment réimprimée durant plus d’un siècle (Paris, 1511, 1526 ; Bâle, 1530, 1544 ; Lyon, 1552 ; Francfort, Cl. Marnius, 1603, in-fol.). On en a extrait différents morceaux ; par exemple : Libellus de grammatica, Paris, 1515, in-4° ; la Vie d’Esope, imprimée au-devant de la traduction latine de ses fables, par Laurent Valla, ibid., in-4° ; Commentaria de magistratibus et sacerdotiis Romanorum, insérés par Sallengre, avec les notes de Scriverius, dans le tome 3 du Thesaurus antiquitat. Romanar., etc.
On cite encore de Volterran :
- De fide christiana libri X, dans de le recueil de ses œuvres.
- Vitæ summor. pontificum Sixti IV, Innocentii VIII, Alexandri VI et Pii III, Venise, 1518, in-fol. Paul Jove dit qu’on ne chercher la vérité dans les ouvrages historiques de Volterrano, esprit timide et toujours prêt à tomber dans l’adulation, par la crainte de déplaire au pouvoir.
- Metaphrasis Odyssæ Homeri, Cologne, 1523 ; Lyon, 1541, in-8°.
- De principis ducisque officio, imprimé à la suite de quelques éditions de ses Commentaires, et avec les œuvres d’Onosandre, Bâle, 1558, in-8°.
- B. Jacobi de Certaldo, publiée avec les corrections et additions d’Agostino Fortunio dans les Acta Sanctorum, avril, t. 2, p. 153-6.
- Vita S. Victoris, martyris, cum translatione reliquiarum ejus Volaterræ ; dans l’Italia sacra d’Ughelli, t. 1er, p .1439. Volterrano a traduit en latin, avec plus de fidélité que d’élégance, l’Économique de Xénophon, la Guerre de Perse et celle des Vandales de Procope, et plusieurs morceaux de Basile de Césarée, d’Épiphane de Salamine, et de Grégoire de Nazianze. La Vie de Raphaël Maffei, surnommé Volaterranus, a été publiée à Rome en 1722, par Benedetto Falconcini, évêque d’Arezzo, qui s’attache surtout à faire ressortir les vertus et la haute piété de ce personnage. Il y a joint l’empreinte des deux médailles frappées en son honneur, et qu’on voit dans le musée Mazzuchelli, t. 1er, p. 119.